# Volpipokalen för bästa manliga skådespelare
Volpipokalen för bästa manliga skådespelare (italienska: Coppa Volpi per la migliore interpretazione maschile) är ett filmpris som delas ut vid filmfestivalen i Venedig.

## Vinnare
- 1935 – Pierre Blanchard i Crime et châtiment
- 1936 – Paul Muni i Louis Pasteur
- 1937 – Emil Jannings i Der Herrscher
- 1938 – Leslie Howard i Pygmalion
- 1941 – Ermete Zacconi i Don Buonaparte
- 1942 – Fosco Giachetti i Bengasi
- 1947 – Pierre Fresnay i Inferno
- 1948 – Ernst Deutsch i Den förlorade sonen
- 1949 – Joseph Cotten i Porträtt av Jennie
- 1950 – Sam Jaffe i I asfaltens djungel
- 1951 – Jean Gabin i Natten är mitt rike
- 1952 – Fredric March i En handelsresandes död
- 1953 – Henri Vilbert i Le Bon Dieu sans confession
- 1954 – Jean Gabin i L'air de Paris och Grisbi - blod på guldet
- 1955 – Curd Jürgens i De trötta hjältarna och Djävulens general, och Kenneth More i Kärlek utan nåd
- 1956 – Bourvil i Svart gris i Paris
- 1957 – Anthony Franciosa i En handfull snö
- 1958 – Alec Guinness i Uppåt väggarna
- 1959 – James Stewart i Analys av ett mord
- 1960 – John Mills i En gång hjälte
- 1961 – Toshiro Mifune i Yojimbo – Livvakten
- 1962 – Burt Lancaster i Fången på Alcatraz
- 1963 – Albert Finney i Tom Jones
- 1964 – Tom Courtenay i För kung och fosterland
- 1965 – Toshiro Mifune i Rödskägg
- 1966 – Jacques Perrin i La busca och Un uomo a metà
- 1967 – Ljubisa Samardzic i Jutro
- 1968 – John Marley i Faces
- 1983 – Guy Boyd, George Dzundza, David Alan Grier, Mitchell Lichtenstein, Matthew Modine och Michael Wright i I skuggan av ett krig
- 1984 – Naseeruddin Shah i Paar
- 1985 – Gérard Depardieu i Police
- 1986 – Carlo delle Piane i Regalo di Natale
- 1987 – Hugh Grant och James Wilby i Maurice
- 1988 – Don Ameche och Joe Mantegna i Ändrade förhållanden
- 1989 – Marcello Mastroianni och Massimo Troisi i Hur mycket är tiden?
- 1990 – Oleg Borisov i Edinstvennij Svidetel
- 1991 – River Phoenix i På drift mot Idaho
- 1992 – Jack Lemmon i Glengarry Glen Ross
- 1993 – Fabrizio Bentivoglio i Un'anima divisa in due
- 1994 – Xia-Yu i Yang guang can lan de ri zi
- 1995 – Götz George i Der Totmacher
- 1996 – Liam Neeson i Michael Collins
- 1997 – Wesley Snipes i One Night Stand
- 1998 – Sean Penn i Hurlyburly
- 1999 – Jim Broadbent i Topsy-Turvy
- 2000 – Javier Bardem i Before Night Falls
- 2001 – Luigi Lo Cascio i Luce Dei Miei Occhi
- 2002 – Stefano Accorsi i Un Viaggio Chiamato Amore
- 2003 – Sean Penn i 21 gram
- 2004 – Javier Bardem i Gråta med ett leende
- 2005 – David Strathairn i Good Night, and Good Luck
- 2006 – Ben Affleck i Hollywoodland
- 2007 – Brad Pitt i Mordet på Jesse James av ynkryggen Robert Ford
- 2008 – Silvio Orlando i Giovanna's Father
- 2009 – Colin Firth i En enda man
- 2010 – Vincent Gallo i Essential Killing
- 2011 – Michael Fassbender i Shame
- 2012 – Joaquin Phoenix och Philip Seymour Hoffman i The Master
- 2013 – Themis Panou i Miss Violence
- 2014 – Adam Driver i Hungry Hearts
- 2015 – Fabrice Luchini i Hermelinen
- 2016 – Oscar Martínez i El ciudadano ilustre
- 2017 – Kamel El Basha i Förolämpningen
- 2018 – Willem Dafoe i Vincent van Gogh – Vid evighetens port
- 2019 – Luca Marinelli i Martin Eden
- 2020 – Pierfrancesco Favino i Padrenostro
- 2021 – John Arcilla i On the Job 2: The Missing 8
- 2022 – Colin Farrell i The Banshees of Inisherin
- 2023 – Peter Sarsgaard i Memory